# Passo della Fortuna
Il Passo della fortuna è una località (non frazione) del comune di Ciciliano nella città metropolitana di Roma Capitale nel Lazio.

## Geografia
Il passo (471 m s.l.m.) era situato in una zona evidentemente molto favorevole in quanto permetteva contatti sia con la potente Tivoli (al tempo Tibur) ed anche con Palestrina (al tempo Praeneste). Durante le transumanze i pastori trovavano al Passo della Fortuna un ideale luogo di sosta dove potevano riposare e dissetare il bestiame prima di affrontare l'ultimo tratto del loro itinerario verso la pianura.

## Storia
Il passo è stato chiamato così in virtù della probabile presenza nelle vicinanze di un tempio dedicato alla dea Fortuna.
In questo passo si instaurerà l'insediamento di Trebula Suffenas.